# Sainte-Marie-Cappel

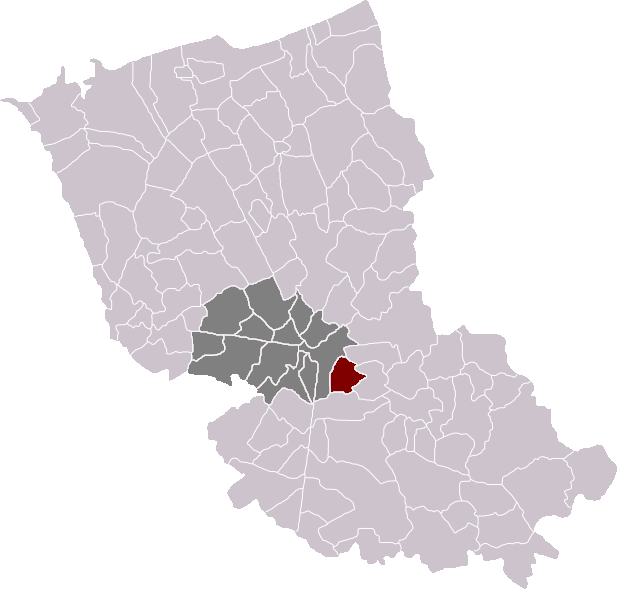
Localització de Sainte-Marie-Cappel

Sainte-Marie-Cappel (en neerlandès Sint-Mariakappel) és un municipi francès, situat a la regió dels Alts de França, al departament del Nord, que forma part de la Westhoek. L'any 2006 tenia 820 habitants. Limita al nord-oest amb Cassel, al nord amb Terdeghem, a l'oest amb Oxelaëre, a l'est amb Saint-Sylvestre-Cappel i al sud amb Hondeghem.

## Demografia
| Evolució de la població |      |      |      |      |      |      |      |      |
| 1793                    | 1800 | 1806 | 1821 | 1831 | 1836 | 1841 | 1846 | 1851 |
| 1 312                   | 905  | 937  | 957  | 925  | 957  | 899  | 934  | 894  |

| 1856 | 1861 | 1866 | 1872 | 1876 | 1881 | 1886 | 1891 | 1896 |
| ---- | ---- | ---- | ---- | ---- | ---- | ---- | ---- | ---- |
| 805  | 777  | 742  | 716  | 673  | 695  | 683  | 705  | 635  |

| 1901 | 1906 | 1911 | 1921 | 1926 | 1931 | 1936 | 1946 | 1954 |
| ---- | ---- | ---- | ---- | ---- | ---- | ---- | ---- | ---- |
| 620  | 600  | 550  | 545  | 516  | 489  | 462  | 453  | 395  |

| 1962 | 1968 | 1975 | 1982 | 1990 | 1999 | 2006 | 2011 | 2016 |
| ---- | ---- | ---- | ---- | ---- | ---- | ---- | ---- | ---- |
| 386  | 356  | 314  | 486  | 591  | 688  | -    | -    | -    |

| 2019 | - | - | - | - | - | - | - | - |
| ---- | - | - | - | - | - | - | - | - |
| -    | - | - | - | - | - | - | - | - |

## Administració
| Període | Identitat          | Partit |
| ------- | ------------------ | ------ |
| 2001-   | Jean-Pierre Varlet |        |